# کلنی بیمولت
کلنی بیمولت (هلندی: Klenie Bimolt؛ زادهٔ ۸ ژوئن ۱۹۴۵) شناگر زن اهل هلند بود.
وی در مسابقات کشوری و بین‌المللی در مجموع برندهٔ ۳ مدال نقره شده‌است.